# Graves de communi re
Graves de communi re, en español "De la grave [controversia]", es la septuagésima séptima encíclica de León XIII; publicada el 18 de enero de 1901, ella trata, tal como se indica en el encabezamiento del texto, de la democracia cristiana, y se propone, de algún modo, como una continuación y complemento de la Rerum novarum.

## Contexto histórico
La recepción de las enseñanzas de la encíclica Rerum novarum, a la que León XIII se refiere en esta nueva encíclica, tuvo sus efectos positivos en la acción de los cristianos; ante esa experiencia el papa consideró que era necesario dar unas orientaciones más concreteras que evitasen unos peligros que, de algún modo, podían ya entreverse. Esa acción cristiana, que había comenzado a conocerse como democracia cristiana, no debía plantearse como un instrumento político, ni apoyar la lucha de clases. 
La actitud de Romulo Murri, y los planteamiento que proponía para la Opera dei Congressi mostraron que ese peligros eran reales, y la necesidad de clarificar la actuación de los católicos, y de la Iglesia en la cuestión social.

## Contenido de la encíclica
Comienza el papa la encíclica haciendo notar la gravedad que adquiere en este tiempo  la cuestión social:

Graves de communi re oeconomica disceptationes, quae non una in gente iam dudum animorum labefactant concordiam, crebrescunt in dies calentque adeo, ut consilia ipsa hominum prudentiorum suspensa merito habeant et sollicita.
La grave controversia de economía política, que desde hace tiempo debilitan en más de una nación la concordia de ánimos, de tal modo se propagan y enardecen, que no sin motivo tienen inquieto y en suspenso el parecer de los hombres más prudentes.

El papa recuerda que, para atajar el peligro que suponen estas circunstancias para la paz social, ha publicado dos encíclicas: la Quod apostolicis muneris (1878), en la que prevenía ante el que error que suponen las ideas del socialismo, y la Rerum novarum (1891), en la que expuso cómo deben integrarse los derechos de patronos y obreros para remediar con la justicia los conflictos sociales. 
Se pueden comprobar los frutos de estas enseñanzas: tanto para las personas alejadas del catolicismo, que han reconocido del papel de la Iglesia en el cuidado de los más desafortunados; como en los católicos, que han recibido estímulo y claridad para afrontar la cuestión social, promoviendo instituciones para ayudar a obreros y campesinos. Esas actividades han recibido diversas denominaciones, el papa utiliza una de ellas -democracia cristiana- para exponer cómo debe llevarse a cabo la acción cristiana en este campo; pero en varias ocasiones, a lo largo de la encíclica, insiste en que lo importante no es el nombre con que se conozca, sino el modo de plantear esa acción, bien distinta de la que propone el socialismo

### Democracia cristiana versus socialismo
En efecto, el socialismo no admite otros bienes fuera de los materiales y, poniendo la felicidad en su adquisición, desea que la autoridad resida en el pueblo, que se supriman las clases sociales y la propiedad privada de modo que todos los bienes sean comunes. Por el contrario,

la democracia cristiana, por el mismo hecho de llamarse cristiana, debe descansar sobre los principios de la fe divina como sobre su propia base. Debe proveer a los intereses de los inferiores, sin dejar de conducir a la perfección que les conviene a las almas creadas para los bienes eternos. Para ella, no debe haber nada más sagrado que la justicia; debe precaverse de todo ataque al derecho de propiedad y posesión, mantener la distinción de clases que, sin duda, es propia de un Estado bien constituido; finalmente, debe estar de acuerdo en dar a la comunidad humana una forma y un carácter en armonía con los establecidos por el Dios Creador.

### Características de esta acción cristiana
Sobre esta base el papa expone las características de esta acción cristiana: ante todo, no es lícito referir a la política el término democracia cristiana, pues no se trata de propugnar un sistema político, sino de promover la acción benéfica cristiana a favor del pueblo; por lo demás los preceptos evangélicos exceden los hechos humanos y permanecen ajenos a las opiniones de los partidos y regímenes políticos; en consecuencia cuando los católicos promueven el bien de los proletarios, en modo alguno han de tratar de introducir un régimen social con preferencia a otro.
Además, es necesario evitar en esta acción cristiana, que la atención a las clases más necesitadas suponga un olvido de las clases superiores, pues también estas contribuyen al bien de la sociedad, y la fraternidad cristiana les ha de mover a prestar su ayuda a los necesitados. Tampoco es compatible con esta democracia cristiana una actitud de rechazo o insubordinación de las autoridades públicas.
Por lo demás, en su acción la democracia cristiana ha de tener presente que no se trata solo de resolver una cuestión económica, sino que ha de plantearse como una cuestión moral y religiosa: 

Tanto más digna de encomio Nos parece esta acción benéfica de los católicos, en cuanto se despliega en el mismo campo en que, bajo la benigna inspiración de la iglesia, la caridad ejercitó siempre su acción, acomodándose a las circunstancias de los tiempos. Esta ley de mutua caridad, que es complemento de la justicia, no sólo obliga a dar a cada uno lo suyo, y a no violar el derecho ajeno, sino también a favorecerse unos a otros "no de palabra, ni de lengua, sino obra y de verdad".

Por esto, de las obras de beneficencia no ha de excluirse la limosna, ni la promoción de aquellas instituciones que estimulan en los obreros el espíritu de ahorro y previsión. Todas estas tareas concuerdan con el espíritu de la iglesia, y no importa que sean conocidas como acción cristiana popular o como democracia cristiana, siempre que se observen las enseñanzas que se exponen en esta y otras encíclicas. 

### Unidad con la jerarquía
Interesa la unidad de acción, por esto el papa desea que en Italia, este impulso corresponda a los Congresos y comités católicos, que han sido alabados por la Sante Sede. En todo caso, insiste el papa:

de nuevo aconsejamos, que no se olviden los individuos y sociedades al poner en práctica cualquier proyecto con el propósito indicado, de la plena obediencia que deben a la autoridad de los Obispos. No se dejen llevar de cierto celo de caridad, intemperante, el cual ni es sincero, ni fecundo, ni grato a Dios, si tiende a menoscabar el deber de obediencia. Dios se complace en los que, olvidados de sus opiniones, oyen a los Prelados de la Iglesia como si oyeran y les asiste en sus empresas por difíciles que sean, coronándolos benigno con el éxito.